# Monuments nationaux de Stolac
Cet article recense les monuments nationaux situés sur le territoire de la municipalité de Stolac en Bosnie-Herzégovine et dans la fédération de Bosnie-et-Herzégovine. La liste établie par la Commission pour la protection des monuments nationaux compte 30 monuments nationaux inscrits sur la liste principale et 10 monuments inscrits sur une liste provisoire.

## Monuments nationaux
| Monument                                                  | Localité            | Géolocalisation | Datation                                              | Commentaire éventuel | Photo |
| --------------------------------------------------------- | ------------------- | --------------- | ----------------------------------------------------- | --- | ----- |
| Begovina (Konak de Mustaj Bey)                            | Stolac              |                 | Entre 1840 et 1860                                    | Konak |       |
| Église Saint-Nicolas de Trijebanj                         | Trijebanj           |                 | 1534                                                  | |       |
| Église Saint-Pierre-et-Saint-Paul d'Ošanjići              | Ošanjići            |                 | Avant 1505                                            | Avec le cimetière |       |
| Maison Đulhanumina                                        | Stolac              |                 | 1835                                                  | Konak |       |
| Čaršija et Čaršijska džamija de Stolac                    | Stolac              |                 | Période ottomane                                      | Avec la čaršija |       |
| Tombe de Moshe Danon                                      | Ošanjići-Krajšina   |                 | XVIe siècle                                           | Entre 1815 et 1830, Moshe Danon fut le grand-rabbin de Sarajevo. |       |
| Hammam sur le pont                                        | Stolac              |                 | Fin du XVIe siècle ou début du XVIIe siècle           | Site et vestiges |       |
| Forteresse hellénistique de Daorson                       | Ošanjići            |                 | À partir de l'âge du bronze                           | Ancienne capitale de la tribu illyrienne des Daorsi ; site archéologique                                                                                                |       |
| Piscine en plein air Kupaje                               | Stolac              |                 | Première décennie du XXe siècle                       | |       |
| Ensemble naturel et architectural de la Bregava à Stolac  | Stolac, Ošanjići    |                 | À partir du XVe siècle (architecture)                 | Ensemble naturel et architectural |       |
| Maison à Luka                                             | Stolac-Luka         |                 | Fin du XVIIe siècle ou début du XVIIIe siècle         | |       |
| Résidences de la famille Behmen                           | Stolac              |                 | Fin du XVIe siècle puis seconde moitié du XIXe siècle | |       |
| Mejtef Mektebi Ibtidaije                                  | Stolac              |                 | 1894                                                  | Mekteb (école élémentaire) |       |
| Nécropole de Gorica                                       | Ošanjići-Gorica     |                 | Moyen Âge, période ottomane                           | Avec 63 stećci et 3 nisans (stèles ottomanes) |       |
| Nécropole de Glavica                                      | Hodovo-Brdo         |                 | Préhistoire, Moyen Âge                                | Avec 5 tumuli préhistoriques et 52 stećci ; site archéologique |       |
| Nécropole de Radan krst                                   | Hodovo-Brdo         |                 | Moyen Âge                                             | Avec 8 stećci ; site archéologique |       |
| Nécropole de Perića                                       | Hodovo              |                 | Moyen Âge                                             | Avec 14 stećci |       |
| Nécropole de Pogrebnice                                   | Hodovo-Brdo         |                 | Moyen Âge                                             | Avec 28 stećci ; site archéologique |       |
| Nécropole de Boljuni (I et II)                            | Bjelojevići-Boljuni |                 | Moyen Âge                                             | Avec des stećci |       |
| Nécropole de Radimlja                                     | Ošanjići            |                 | XVe et XVIe siècles                                   | Avec 133 stećci |       |
| Site préhistorique de Badanj                              | Borojevići          |                 | Paléolithique (entre -16 000 et -12 000 av. J.C.)     | Dans la grotte de Badanj ; peintures rupestres |       |
| Mosquée Podgradska                                        | Stolac              |                 | 1732-1733 ; remaniée ultérieurement                   | Autres noms : Džamija na Mejdanu, džamija u Maloj Čaršiji, džamija Hadži Saliha Bure, Zulfikar-kapetanova džamija et džamija Ali-paše Rizvanbegovića ; site et vestiges |       |
| Résidence de Hadži Junuz Aga Mehmedbašić                  | Stolac              |                 | XIXe et XXe siècle                                    | Avec un čardak et des biens mobiliers |       |
| Ensemble résidentiel de la famille Čokljat                | Stolac              |                 | XVIIe siècle ou XVIIIe siècle                         | |       |
| Forteresse de Stolac                                      | Stolac              |                 | Moyen Âge, période ottomane                           | |       |
| Tour-résidence Turković                                   | Stolac              |                 | XVIIe-XVIIIe siècles                                  | |       |
| Mosquée d'Ismail-kapetan Šarić (Uzunovićka džamija)       | Stolac              |                 | 1741                                                  | |       |
| Waqf de Zejna Elezović                                    | Stolac              |                 | XIXe siècle                                           | Waqf ; ensemble résidentiel |       |
| Mosquée de Hadži Alija Hadžisalihović (Ćuprijska džamija) | Stolac              |                 | Avant 1736                                            | Site et vestiges |       |
| Maison Šaric                                              | Stolac              |                 | 1734-1735 ; musée depuis 1963                         | Abrite aujourd'hui la Galerie Branko Šotra ; collections également classées                                                                                             |       |

## Liste provisoire
| Monument                                      | Localité  | Géolocalisation | Datation          | Commentaire éventuel                  | Photo |
| --------------------------------------------- | --------- | --------------- | ----------------- | ------------------------------------- | ----- |
| Mosquée Telarević                             | Bijeljani |                 |                   |                                       |       |
| Église Saint-Élie de Stolac                   | Stolac    |                 |                   | Avec des vestiges romains             |       |
| Église Saint-Michel de Prenj                  | Prenj     |                 |                   | Église catholique, avec le presbytère |       |
| Crnići                                        | Crnići    |                 |                   | Le village                            |       |
| Quartier d'Ada à Stolac                       | Stolac    |                 |                   |                                       |       |
| Maison d'Aiša Rizvanbegović                   | Stolac    |                 | XVIIIe siècle     |                                       |       |
| Église Saint-Pierre-et-Saint-Paul de Rotimlja | Rotimlja  |                 |                   | Église catholique                     |       |
| Tour de l'horloge à Stolac                    | Stolac    |                 |                   | Tour de l'horloge                     |       |
| Église de l'Ascension de Stolac               | Stolac    |                 | Consacrée en 1870 | Église orthodoxe serbe                |       |
| Maison Zujo                                   | Stolac    |                 | XVIIIe siècle     |                                       |       |